# Мечеть Гюндюзгала
Мечеть Гюндюзгала — историко-архитектурный памятник, относящийся к 1912 году. Она расположена в деревне Гюндюзгала района Гусар в Азербайджане.
Мечеть включена в список местных памятников, подлежащих охране, по постановлению Кабинета Министров Азербайджанской Республики от 2 августа 2001 года, номер 132.

## Описание
Мечеть Гюндюзгала была построена в 1916 году в селе Гюндузгала Гусарского района .
После советской оккупации в Азербайджане с 1928 года началась официальная борьба с религией. В декабре того же года ЦК Азербайджанской Компартии передал множество мечетей, церквей и синагог в пользование клубам для просветительских целей. Если в 1917 году в Азербайджане было 3,000 мечетей, то в 1927 году их стало 1,700, в 1928 году — 1,369, а в 1933 году осталось только 17. Мечеть Гюндюзгала также была закрыта для богослужений. Сначала здание использовалось как школа, затем как склад. В 1985 году начались работы по ремонту мечети, однако они были приостановлены из-за нехватки финансирования.
После восстановления независимости Азербайджана мечеть была включена в список местных памятников истории и культуры согласно постановлению Кабинета Министров от 2 августа 2001 года, номер 132.
В настоящее время мечеть находится в аварийном состоянии и не функционирует.

## Архитектура
Мечеть построена в прямоугольной форме, ее внутренняя площадь составляет 11x13 метров. Стены возведены из камня, крыша покрыта белым металлическим листом. Пол выполнен из дерева, а потолок — из дерева и шифера. Потолок опирается на две деревянные колонны. У мечети есть семь прямоугольных окон. Высота мечети составляет 5 метров, а высота от пола до верхней части купола — 15 метров. С обеих сторон мечети имеется открытый вестибюль площадью 24x1,60 метра.

## Галерея

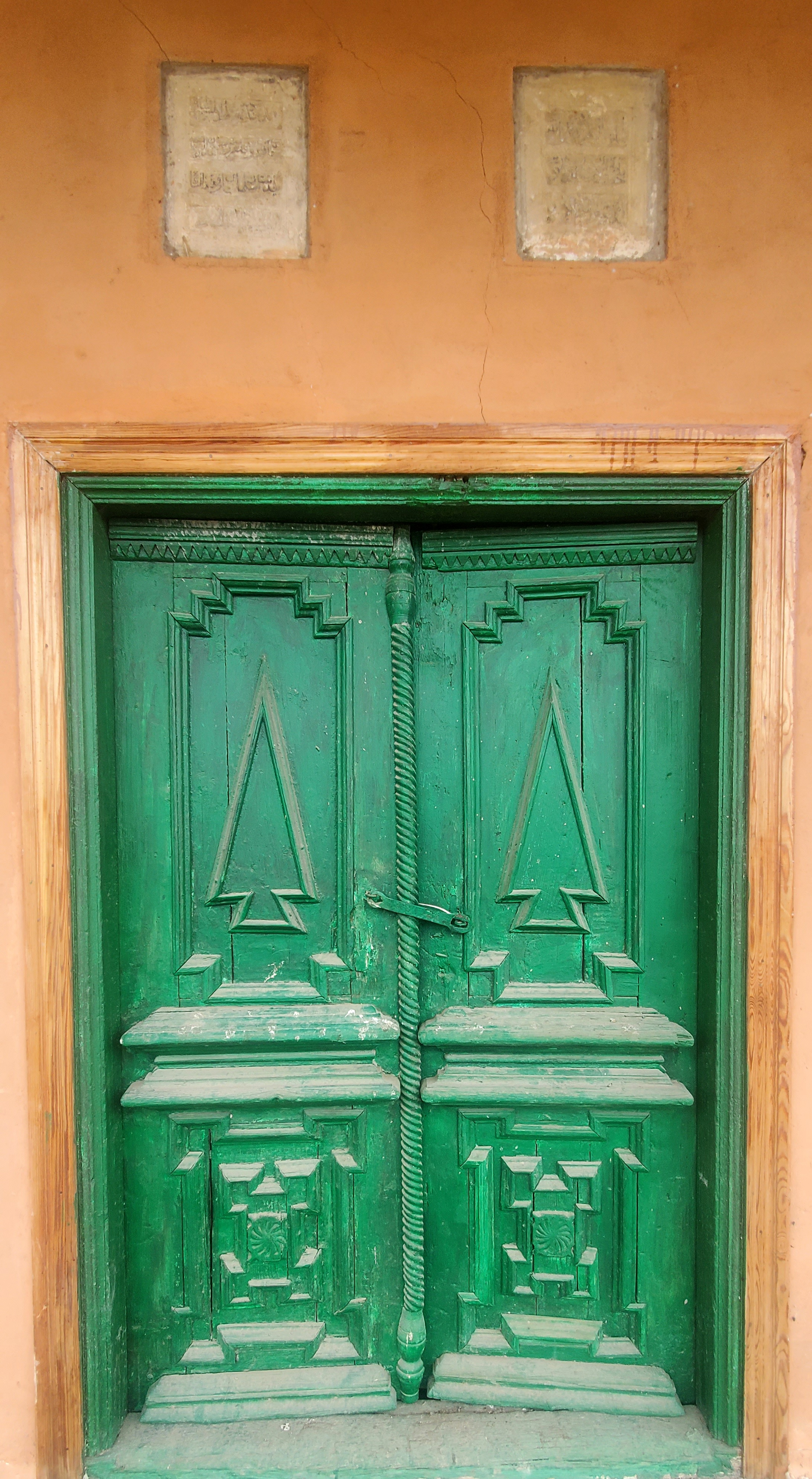
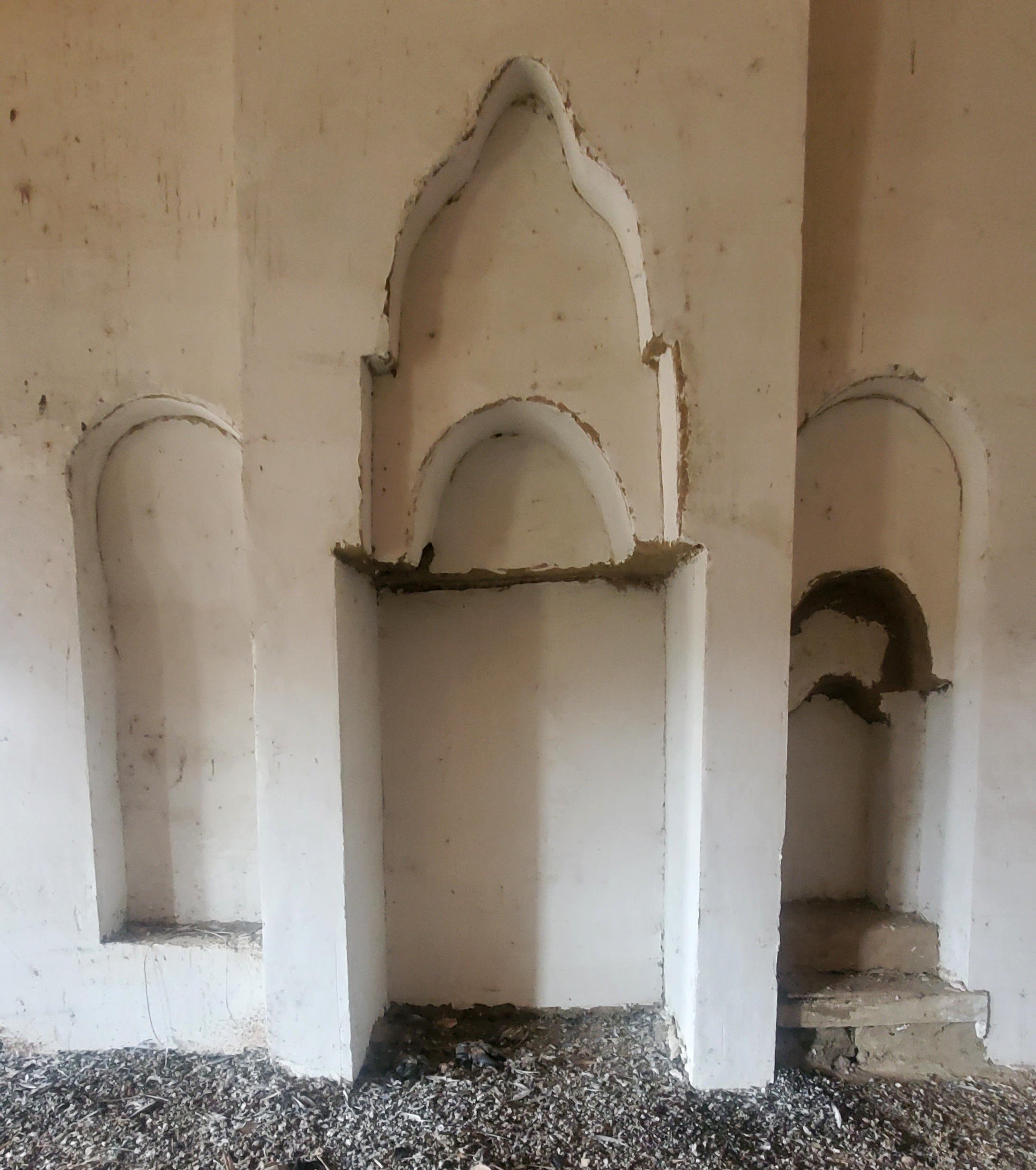
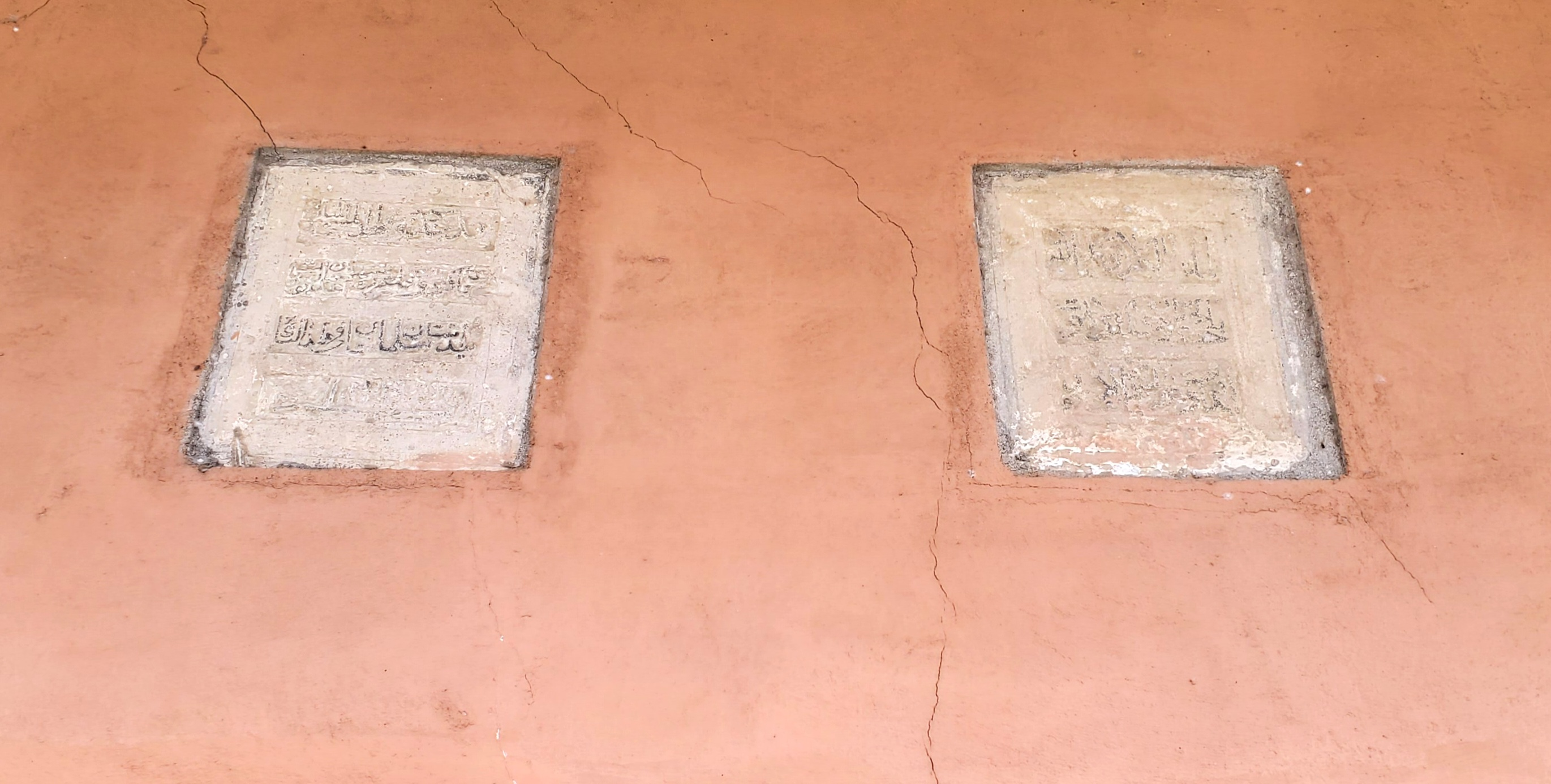
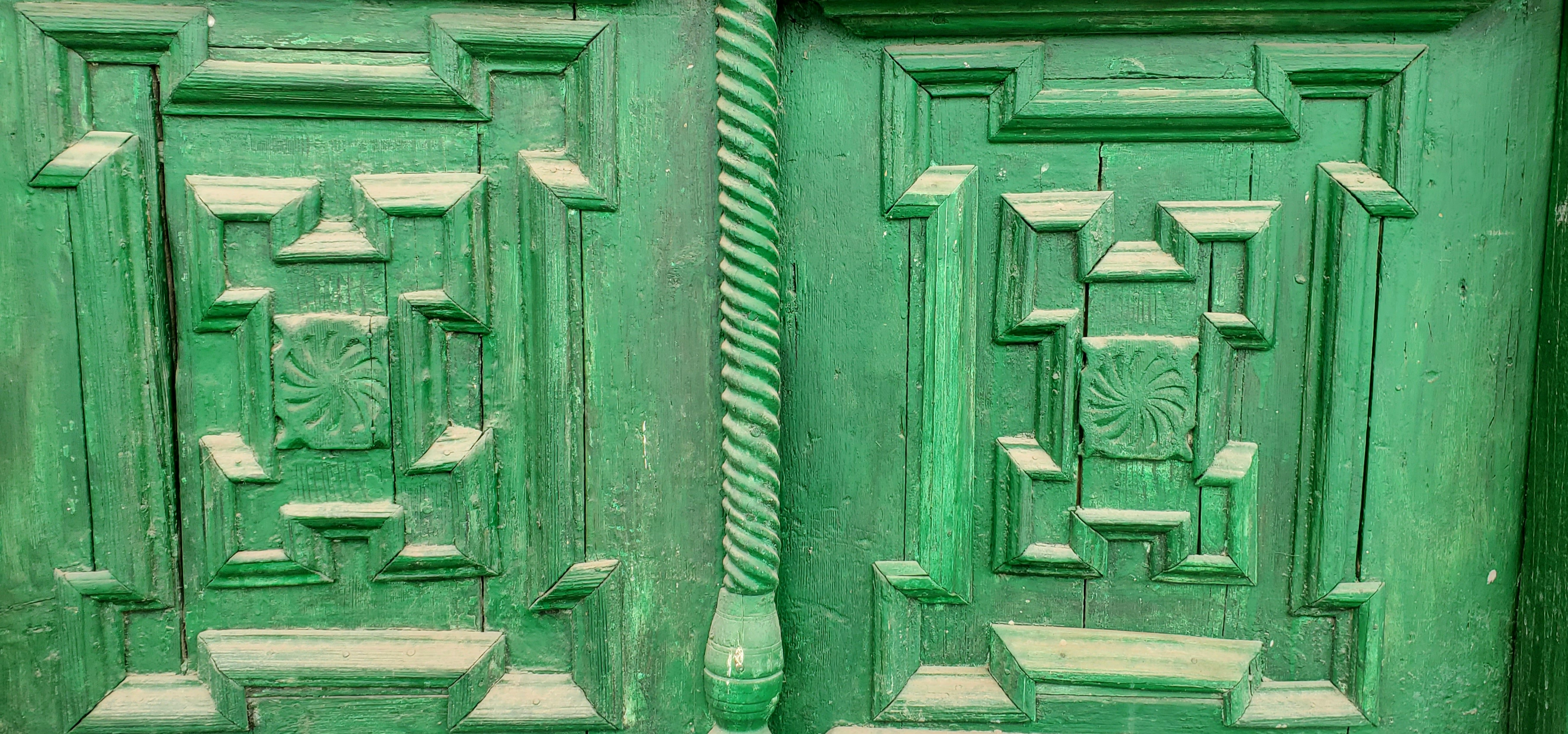